# Tisbe wilsoni
Tisbe wilsoni är en kräftdjursart som beskrevs av Seiwell 1928. Tisbe wilsoni ingår i släktet Tisbe och familjen Tisbidae. Inga underarter finns listade i Catalogue of Life.